# Cupertino
Cupertino är en stad belägen i Kalifornien, USA. I staden finns bland annat huvudkontoret för Apple Inc.
Cupertino med en befolkning på 50 546 år 2006 är en av städerna i Silicon Valley i Kalifornien söder om San Francisco.
Staden grundades 1955 och har sedan snabbt utvecklats till ett IT- och affärscentrum med det välkända dataföretaget Apple som grundades 1976, datasäkerhetsföretaget Symantec och det stora köpcentret Vallco Fashion Park. 
Staden har förvandlats från ett jordbrukssamhälle under mellankrigstiden och fram till 1950-talet till en stad med trädkantade villagator och stora genomfartsleder som Interstate 280.
Stadens har en stor invandrarbefolkning, främst från Kina och Orienten.